# Síndrome adherencial
El síndrome adherencial es el conjunto de signos y síntomas provocados por la formación de adherencias intraabdominales. Las adherencias intraperitoneales son bandas fibrosas de tejido cicatrizal, que pueden formarse entre la superficie de los diferentes tejidos, entre los tejidos y el peritoneo o pueden ser mixtas. La mayoría de las adherencias se forman como resultado de intervenciones quirúrgicas o por infecciones y son parte del proceso interno de cicatrización del organismo, sin embargo provocan unión entre estructuras que en condiciones normales deberían estar separadas. El síndrome adherencial debido a la formación de adherencias intraabdominales puede desencadenar un cuadro de obstrucción intestinal.

## Clasificación de las adherencias

### Según su origen
- Adquiridas
- Congénitas

### Según su localización anatómica
- Viscero-epiploicas
- Viscero-parietales
- Epiploico-parietales
- Viscero-viscerales

### Según su patogénesis
- Después de un trauma físico (manipulación quirúrgica)
- Después de eventos no traumáticos (inflamatorios, isquémicos)

## Fisiopatología
Las adherencias se forman cuando la superficie del peritoneo sufre un daño que puede ser físico, inflamatorio, una lesión térmica, isquémica o una reacción de cuerpo extraño. La lesión compromete la capa protectora del mesotelio y del tejido conectivo adyacente e inicia una reacción inflamatoria  que se compone de:
- Hiperemia
- Exudación de líquido
- Liberación y activación de los leucocitos y plaquetas en la cavidad afectada
- Activación de las citocinas e inicio de las cascadas de la coagulación y el complemento.
- Depósito de fibrina entre las superficies serosas opuestas que resultan dañadas.

Con frecuencia las adherencias membranosas son temporales y son degradadas por proteasas del sistema fibrinolítico, y posteriormente se restablece el epitelio. Cuando la actividad fibrinolitíca es insuficiente, las adherencias fibrosas se tornan permanentes por depósito de colágeno.
Durante el proceso normal de reparación la plasmina, que es una proteasa derivada que se produce cuando el activador del plaminógeno tipo hístico y el activador del plasminógeno tipo urocinasa actúan en conjunto para activar al plasminógeno inactivo con el fin de degradar la fibrina, este proceso ocurre en el líquido peritoneal. La actividad fibrinolítica disminuye posterior a una cirugía abdominal debido a que se disminuyen los niveles del activador del plaminógeno tipo hístico impidiendo la activación del plasminógeno inactivo.

## Manifestaciones Clínicas
Las manifestaciones clínicas dependerán de la localización, y de la rigidez de las adherencias, lo más frecuente es el dolor abdominal recurrente asociado al antecedente de cirugía abdominal previa. En los casos en los que exista obstrucción intestinal se puede presentar además del dolor:
- Náuseas
- Vómitos
- Distensión abdominal
- Ausencia de canalización de gases y defecación

## Prevención
La prevención se logra disminuyendo en la medida de lo posible el trauma quirúrgico mediante las siguientes medidas:
- Manejar cuidadosamente de los tejidos que se van a manipular.
- Minimizar el uso del cauterio, láser y separadores.
- Evitar la isquemia y la desecación.
- Uso de la técnica quirúrgica laparoscópica en los casos posibles.
- Uso de membranas y geles de barrera (crean barreras y separan las superficies lesionadas permiten la cicatrización sin la formación de adherencias).

Actualmente se estudian otras técnicas para prevenir las adherencias: 
- Terapia molecular: se intenta estimular el plasminógeno mediante el uso de activador tisular del plasminógeno a nivel intraperitoneal.
- Nanotecnología: se emplea nanofibras biodegradables que tienen como objetivo liberar fármacos que reducen las adherencias en los tejidos.

## Tratamiento
El tratamiento depende de la presentación clínica, en ausencia de obstrucción intestinal, se puede optar por tratamiento médico que incluye:
- Abundante ingesta de líquidos.
- Evitar el consumo de alimentos astringentes.
- Realizar ejercicio cardiovascular.
- Uso ocasional de laxantes o enemas.

En caso de que se produzca una obstrucción intestinal, se podría optar primero por un tratamiento conservador que consiste en la descompresión del tubo digestivo a través de una sonda nasogástrica y soluciones intravenosas. 
En caso de que esto falle o que la obstrucción sea muy severa la alternativa es una nueva intervención quirúrgica, la cirugía de elección es la adhesiólisis laparoscópica, técnica en la cual se logra diagnosticar de forma adecuada las adherencias, sus grados y si hay compromiso de estructuras de la cavidad pélvica; mediante esta técnica se logra seccionar las adherencias y como resultado se liberan las estructuras que estaban unidas, lo que se traduce clínicamente en una mejoría del dolor abdominal. Siempre hay que tener en cuenta el riesgo de lesión de las asas intestinales, de incrementar la reacción inflamatoria y de la formación de nuevas adherencias.

## Diagnóstico Diferencial
Síndrome de Ogilvie
Síndrome de Ashermann